# Koivistonjärvi (sjö i Birkaland, Finland)
Koivistonjärvi är en sjö i Finland. Den ligger i kommunen Birkala i landskapet Birkaland, i den södra delen av landet, 160 km nordväst om huvudstaden Helsingfors. Koivistonjärvi ligger 103 meter över havet. Arean är 4,2 hektar och strandlinjen är 0,95 kilometer lång. Sjön  ingår i Kumo älvs huvudavrinningsområde.   I omgivningarna runt Koivistonjärvi växer i huvudsak blandskog.